# Reprezentacja Rosji w piłce nożnej plażowej mężczyzn
Reprezentacja Rosji w piłce nożnej plażowej – zespół piłkarski, biorący udział w imieniu Rosji w meczach i sportowych imprezach międzynarodowych, powoływany przez selekcjonera, w którym mogą występować wyłącznie zawodnicy posiadający obywatelstwo rosyjskie. Za jego funkcjonowanie odpowiedzialny jest Rosyjski Związek Piłki Nożnej (RFS). Dwukrotny mistrz świata z 2011 oraz 2013.

## Osiągnięcia

### Mistrzostwa Świata
- I miejsce - 2011, 2013
- III miejsce - 2015

### Mistrzostwa Europy
- I miejsce - 2014
- II miejsce - 2009, 2012
- III miejsce - 2008, 2010

### Puchar Europy
- I miejsce - 2010, 2012
- II miejsce - 2005
- III miejsce - 2014

### Europejska Liga Beach Soccera
- I miejsce - 2009, 2011, 2013, 2014
- II miejsce - 2012
- III miejsce - 2007, 2008, 2010, 2015

### Igrzyska europejskie
- I miejsce - 2015

### Puchar Interkontynentalny
- I miejsce - 2011, 2012, 2015
- II miejsce - 2013, 2014